# Santuario di Sant'Anna (Vinadio)
Il santuario di Sant'Anna è un santuario cattolico che si trova nel comune di Vinadio, in provincia di Cuneo, in Piemonte.

## Caratteristiche
È uno dei più alti santuari d'Europa, essendo collocato a 2.035 m s.l.m. di altitudine.
Si trova lungo la strada che da Vinadio sale al colle della Lombarda.
Dedicato ai santi Anna e Gioacchino genitori di Maria, la festa patronale è il 26 luglio.
Il santuario si trova su una balconata della valle dalla quale si possono osservare alcune montagne delle Alpi Marittime: la Punta Maladecia, la Testa Gias dei Laghi, il Monte Aver, la Cima della Lombarda. In lontananza si scorge il colle della Lombarda.

## Storia

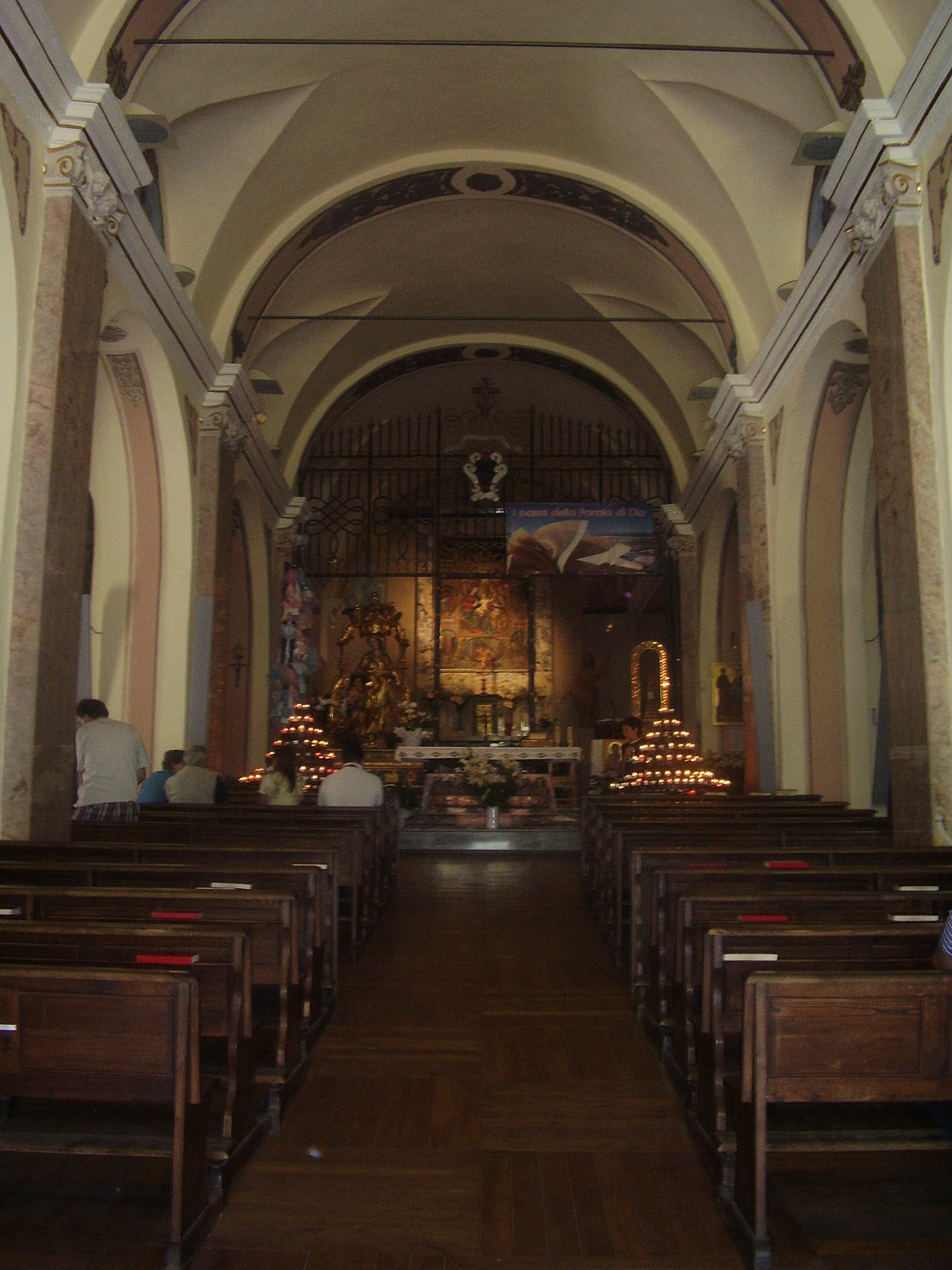
Interno del santuario.

Tra l'XI ed il XII secolo in prossimità di molti passi alpini e per iniziativa della Chiesa sorgono chiese-ospizi per assistere i viandanti e pellegrini. Il santuario ebbe la stessa origine ed era denominato Ospizio di S. Maria di Brasca.
La leggenda narra che sant'Anna apparve alla pastorella Anna Bagnis per indicarle il luogo dove costruirlo. Le sarebbe apparsa sul masso ancor oggi detto dell'apparizione a circa 500 metri dal santuario sulla mulattiera che porta al passo di sant'Anna. Dell'ospizio di santa Maria di Brasca parla un documento del 1307.
Nella prima metà del 1400, venuta dalla Chiesa di Oriente, si diffonde in Piemonte la devozione a sant'Anna e nel 1443 troviamo il primo testo che fa riferimento alla chiesa dedicata non più a Maria, ma a sua madre Anna.
All'inizio del 1500 si parla di un cappellano fisso, di una "moltitudine di popolo" che sale alla cappella-ospizio in occasione della festa e di un custode, il randiere, per i trasporti e l'assistenza invernale, per il servizio di guida, vitto e alloggio ai viandanti, e per il suono di campana come richiamo in caso di tormenta e di nebbia. L'ultimo randiere è stato Lidio Giraudo che per cinquantatré anni è stato custode di Sant'Anna di Vinadio.
Nello stesso secolo la cattedrale di Apt, la prima chiesa in Europa dedicata a sant'Anna, dona al santuario una piccola parte della reliquia della santa, che era stata salvata dalle invasioni barbariche e dalle relative distruzioni.
Nel 1722 la reliquia donata verrà collocata nel "braccio" che ancora si onora.
Nel 1681 viene inaugurata la nuova chiesa dalle dimensioni di quella attuale e con il pavimento in ascesa, posato sulla roccia levigata dagli antichi ghiacciai. Qualche decennio più tardi sorgono il primo caseggiato del randiere, stalla, fienile e solaio, e nella seconda metà del 1700 nuovi edifici per ospitare le migliaia di pellegrini che salgono al santuario.
Dal 1793 al 1796 il tutto fu teatro di guerra per le vicende legate alla Rivoluzione francese e si dovette ricominciare quasi daccapo.
È il 1860 quando è completato il cortile in cui oggi si celebra all'aperto con gli edifici che lo delimitano.
Seguono le traversie dovute alle leggi per la soppressione degli Enti Ecclesiastici e soltanto con il Concordato del 1929 il santuario viene affidato alla diocesi di Cuneo e torna a rifiorire la devozione a sant'Anna e l'attività per il decoro del santuario e l'accoglienza ai pellegrini.
Nel frattempo la zona viene fortemente militarizzata con la costruzione di numerose caserme e quando nel 1940 scoppia la seconda guerra mondiale, il santuario e le sue opere sono teatro di operazioni belliche con i conseguenti saccheggi e le immancabili devastazioni.
Finalmente, dal 1949 in poi, è tutto un rifiorire di opere e di attività e dal 1964 la strada ristrutturata e asfaltata rende più agevole l'accesso.
Nello stesso periodo la liturgia riscopre il valore di ambedue i genitori di Maria, Anna e Gioacchino, come testimoni della vita coniugale secondo il piano di Dio.

## Dintorni
A circa 700 metri dal santuario si trova una grande roccia chiamata Roccia dell'Apparizione: sulla cima di questa roccia è presente una statua raffigurante Sant'Anna con Maria che guardano una pastorella posta alla base della pietra. Secondo la tradizione sant'Anna avrebbe detto a questa pastorella di edificare una chiesa dedicata ai genitori di Maria.
La chiesa è stata edificata su una pietra, e a quest'ultima deve la sua particolare inclinazione del pavimento.
A breve distanza dal santuario si trova anche il Lago di Sant'Anna, anch'esso parecchio frequentato da escursionisti e visitatori della zona.